# José Castelblanco
José Joaquín Castelblanco Romero (Umbita, 15 dicembre 1969) è un ex ciclista su strada colombiano.
Professionista tra il 1995 e il 2009, vinse un campionato nazionale e cinque edizioni della Vuelta a Colombia.

## Carriera
I principali successi da professionista furono quattro edizioni della Vuelta a Colombia (1997, 1998, 2002, 2004 e 2006) con otto vittorie di tappa (due nel 1997, tre nel 1998, due nel 2002 e una nel 2004), i campionati colombiani nel 1997, due edizioni del Clásico RCN (2002 e 2003) con quattro vittorie di tappa (due nel 2001, una nel 2002, una nel 2003) e una tappa al Clásico Ciclistico Banfoandes nel 2006. Partecipò a quattro edizioni del Giro d'Italia, tre della Vuelta a España, due del Tour de France e un campionato del mondo.

## Palmarès
- 1992

Classifica generale Vuelta a Guatemala
- 1993

12ª tappa Vuelta a Guatemala (Tecuculán > Città del Guatemala)
- 1994

Classifica generale Tour de Guadeloupe
Classifica generale Circuito Montañés
- 1997

Prologo Vuelta a Colombia
8ª tappa Vuelta a Colombia
Classifica generale Vuelta a Colombia
Campionati colombiani, Prova in linea
- 1998

8ª tappa Vuelta a Colombia
11ª tappa Vuelta a Colombia
14ª tappa Vuelta a Colombia
Classifica generale Vuelta a Colombia
- 2001

2ª tappa Clásico RCN (Jericó > Manizales)
7ª tappa Clásico RCN (Villa de Leyva > Tunja)
- 2002

5ª tappa Vuelta a Colombia (Bogotà)
10ª tappa Vuelta a Colombia (Cali, cronometro)
Classifica generale Vuelta a Colombia
8ª tappa Clásico RCN (Sopó, cronometro)
Classifica generale Clásico RCN
- 2003

4ª tappa Clàsica Gobernacion de Casanare (Yopal > Yopal)
7ª tappa Clásico RCN (Villa de Leyva > Tunja, cronometro)
Classifica generale Clásico RCN
- 2004

2ª tappa Vuelta al Valle del Cauca (Pradera > Palmira, cronometro)
1ª tappa Clásica de Fusagasugá (Quebrajacho > Barrio Pardo Legal)
3ª tappa Clásica de Fusagasugá (Girardot > Fusagasugá)
Classifica generale Clásica de Fusagasugá
Classifica generale Vuelta a Antioquia
5ª tappa Vuelta a Colombia (Santa Rosa de Cabal > Jericó)
Classifica generale Vuelta a Colombia
2ª tappa Gran Premio Cootranspensilvania (cronometro)
- 2006

4ª tappa Vuelta Internacional al Estado Trujillo (Pampanito > Betijoque)
7ª tappa, 1ª semitappa Vuelta Internacional al Estado Trujillo (El Prado, cronometro)
Classifica generale Vuelta Internacional al Estado Trujillo
Classifica generale Vuelta a Santa Cruz de Mora
Classifica generale Vuelta a Colombia
8ª tappa Clasico Ciclistico Banfoandes (Táriba > San Cristóbal, cronometro)
- 2007

Classifica generale Vuelta Gobernación Norte de Santander
4ª tappa Vuelta a Boyacá (Tunja > Ramiriquí)
5ª tappa Clásico RCN (Caldas > Pereira)
- 2008

3ª tappa Clásica Ciudad de Girardot (Chicoral > Guataquí)

## Piazzamenti

### Grandi Giri
- Giro d'Italia

2000: 18º
2001: 15º
2002: 34º
2003: 37º
- Tour de France

1996: 71º
1999: 37º
- Vuelta a España

1997: 41º
1998: 15º
1999: ritirato (11ª tappa)

### Competizioni mondiali
- Campionati del mondo

San Sebastián 1997 - In linea: 71º